# Giumbo
Giumbo (in somalo Jumboo), è un villaggio della Somalia meridionale situata nella regione di Basso Giuba, capoluogo della provincia omonima.